# Austrochthonius chilensis
Austrochthonius chilensis är en spindeldjursart som först beskrevs av Chamberlin 1923.  Austrochthonius chilensis ingår i släktet Austrochthonius och familjen käkklokrypare.

## Underarter
Arten delas in i följande underarter:
- A. c. chilensis
- A. c. magalhanicus
- A. c. transversus